# Temnoplectron subvolitans
Temnoplectron subvolitans là một loài bọ cánh cứng trong họ Bọ hung (Scarabaeidae).